# Ulisses Tavares
Ulisses Tavares (Sorocaba, 8 de maio de 1950 - São Paulo, 3 de setembro de 2024) é um poeta, professor, publicitário, jornalista, dramaturgo, compositor, roteirista e ator brasileiro.

## Biografia
Ulisses Tavares escreveu seu primeiro livro de poesia aos 9 anos de idade.
Tem 112 livros publicados e mais de 20 milhões de exemplares vendidos.[carece de fontes?] É budista, ativo ecologista e defensor dos animais.[carece de fontes?]
Participou de diversos movimentos literários. Na década de 60, publicou edições de sua poesia em mimeógrafos. Nos anos 70, transformou seus poemas em performances "poético-corporais", inspirado pelas ideias do psicanalista Wilhelm Reich. No mesmo período, editou o jornal Poesias Populares, que protestava contra a censura do regime militar no Brasil.
Em 1977, publicou seu primeiro livro de poemas, Pega Gente. De 1978 a 1990, foi editor do Núcleo Pindaíba Edições e Debates, ajudando a lançar poetas como Leila Míccolis e Maria Rita Kehl.
Na década de 1980, atuou na área de literatura infantil, com Sete Casos do Detetive Xulé. Também escreveu a história em quadrinhos SUBS, com desenhos de Julio Shimamoto. Trabalhou também com videopoesia e eletropoesia.
O escritor morreu por insuficiência respiratória, em São Paulo, no dia 3 de setembro de 2024.

## Livros
Ulisses Tavares já publicou 112 livros de diversos gêneros, os mais populares na literatura infantil, como Viva a Poesia Viva! - Editora Saraiva, que mescla temas atuais, como fome, natureza, e política, com outros ligados ao cotidiano, aos sentimentos e ao próprio ato de escrever. E também Caindo Na Real - Editora Moderna, que reúne poemas articulados em dois eixos temáticos: subjetivos e objetivos, jogando entre o emocional e o racional.
Em 2010, lançou A Maravilhosa Sabedoria das Coisas (Editora Cortez), também infantil, com histórias de fantasia e emoção.
Na literatura adulta lançou o livro Hic!stórias - Os maiores porres da história da humanidade - Editora Panda Books, que conta histórias sobre bebidas que supostamente mudaram o rumo da humanidade. Também publicou o Diário de uma Paixão (Geração Editorial), um diário escrito em versos, dirigido ao público jovem.
Quando Nem Freud Explica, Tente a Poesia (Editora Francis) contém mais de cem poemas em forma de verbetes.
Ulisses Tavares também participou de diversas antologias, como Paixão por São Paulo, organizada pelo poeta Luiz Guedes, e O Negro em Versos que ganhou prêmios da Fundação Nacional do Livro Infantil e Juvenil (2005 e 2006) como altamente recomendável e destaque.[carece de fontes?]
Anualmente Ulisses Tavares também colabora com o conceituado Livro da Tribo, uma espécie de agenda. A agenda conta com grandes nomes da poesia brasileira.

## Causa animal
Em 2009, lançou a antologia Poemas Que Latem ao Coração (Editora Nova Alexandria) que reuniu 50 poetas e poemas sobre cães, além de imagens de caninos. A antologia teve participação da apresentadora Luisa Mell.
Ulisses mantém uma coluna, atualizada mensalmente, no site da Agência de Notícias de Direitos Animais.